# Казуаринові
Казуаринові (Casuarinaceae) — родина порядку букоцвітних, що включає понад 60 дивного вигляду дерев (висотою понад 30 м) і кущів (від 30-50 см до 3-4 м) з тонкими, зазвичай спадаючими, зеленими пагонами, на перший погляд безлистими.
Казуаринові поширені в субтропіках південної півкулі і в тропіках. Більша частина видів росте в Австралії, Тасманії і Нової Каледонії. Часто ростуть в евкаліптових лісах, іноді утворюють чисті насадження вздовж узбережжя. Казуарина прибережна, як паркове дерево, розводиться і в районах з субтропічним і навіть теплопомірним кліматом, наприклад у США, в Середземномор'ї, на Чорноморському узбережжі Кавказу. Деякі види використовують у країнах Африки, Азії, Америки в насадженнях вздовж річок і каналів, для захисту полів, для залісення пустель.
Казауринові — вічнозелені дерева й чагарники. Листя зредуковане (лускоподібне, кільчасте, переважно зрощене в зубчасту «піхву»). Міжвузля членисті. Квітки в колосоподібних суцвіттях, дрібні, непоказні, без оцвітини, одностатеві. Одно- або рідше дводомні вітрозапильні рослини. Зав'язь двогніздова: одне гніздо з 2 анатропними насінними зачатками, з яких розвивається тільки один; друге гніздо стерильне. Археспорій багатоклітинний. Характерна множинність мегаспор, що у покритонасінних буває вкрай рідко, а також халазогамія. Супліддя у вигляді маленьких шишок. Плід оріхоподібний, з крилоподібними виростами.

## Роди
- Allocasuarina L.A.S.Johnson — Аллоказуарина
- Casuarina Rumph. ex L. — Казуарина
- Ceuthostoma L.A.S.Johnson
- Gymnostoma L.A.S.Johnson — Гімностома